# Jardín Mijailovski

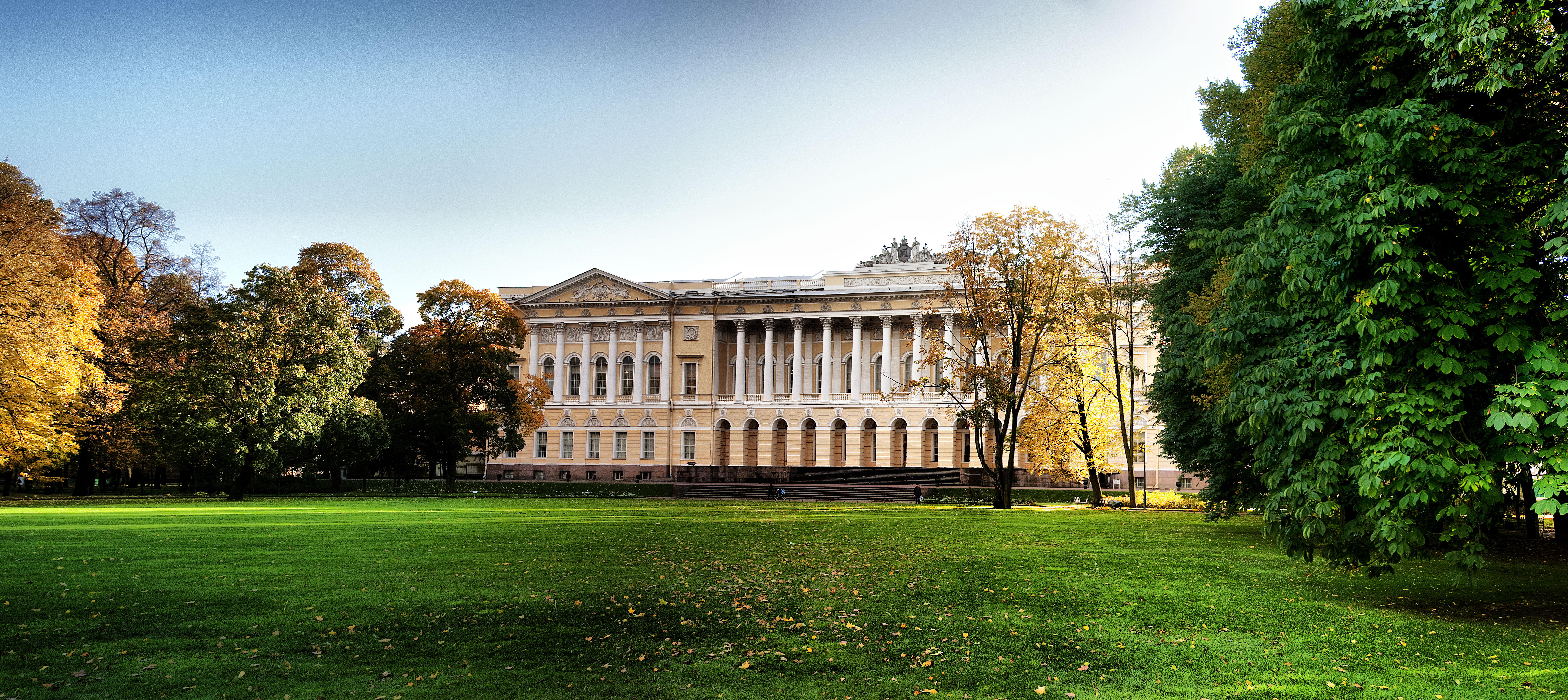
Vistas del Jardín Mikhailovsky hacia la fachada norte del Palacio Mijailovsky

El jardín Mijailovski (en ruso: Михайловский сад) es una gran zona de parques y jardines paisajísticos en el centro de San Petersburgo.
El jardín fue uno de los primeros desarrollos de la ciudad poco después de su fundación. Anteriormente había formado parte de las fincas y cotos de caza de un noble sueco, pero tras su captura durante la conquista de la región por los rusos a principios de 1700, pasó a formar parte de las fincas imperiales, y fue concedido por Pedro el Grande a su esposa Catalina para su palacio. El palacio de Catalina, a orillas del río Moika, era conocido como la Mansión Dorada, y el terreno circundante fue desarrollado por Jean-Baptiste Alexandre Le Blond como un jardín tanto para el placer como para proveer a la casa imperial. Durante esta época recibió varios nombres, como "Jardín Sueco", "Jardín de Tsaritsyn" y "Tercer Jardín de Verano". El jardín se amplió durante los reinados de la emperatriz Anna Ioannovna y la emperatriz Isabel, que construyeron nuevos palacios y acondicionaron el terreno a su gusto. El palacio de la emperatriz Catalina fue demolido en 1768 y durante el reinado del emperador Pablo I se construyó el castillo Mijailovski al este de los jardines. El jardín se incluyó en estas remodelaciones, pero Pablo fue asesinado en el castillo en 1801, y durante algunos años después la zona quedó abandonada.
La siguiente remodelación a gran escala tuvo lugar en la década de 1810, cuando el emperador Alejandro I encargó al arquitecto Carlo Rossi un nuevo complejo palaciego para su hermano menor, el gran duque Miguel Pavlovich. El palacio Mijailovski, que lleva el nombre de su ocupante, se terminó de construir en 1825 al sur del jardín, que también fue remodelado sustancialmente como parte de un conjunto que incluía los terrenos al norte, a través del Campo de Marte y hasta el río Neva. Con la ayuda de Adam Menelaws, Rossi introdujo el estilo y las técnicas de los jardines paisajísticos ingleses, creando una gran pradera ovalada irregular con callejones, mientras que los estanques fueron remodelados en contornos serpenteantes más naturales. Rossi también diseñó un pabellón y un muelle y un puente como elementos del jardín. El jardín sirvió como terreno privado del palacio hasta su compra por el Estado en 1898 y la creación del Museo Ruso, momento en el que se convirtió en un parque de la ciudad.
El jardín sobrevivió al periodo soviético, pero sufrió importantes cambios en su composición original. Se construyeron zonas de juego para niños, pistas de tenis y aseos públicos en sus terrenos, mientras que la plantación de árboles se llevó a cabo de forma desordenada, llegando a bloquear importantes líneas de visión alrededor del conjunto. Trasladado al Museo Ruso en 1999, el jardín fue objeto de una importante restauración a principios de la década de 2000, que recreó los diseños originales de Rossi. El jardín fue designado "objeto del patrimonio histórico y cultural de importancia federal" en 2001, y desde 2008 acoge el festival internacional anual "Jardines Imperiales de Rusia".

## Ubicación y diseño

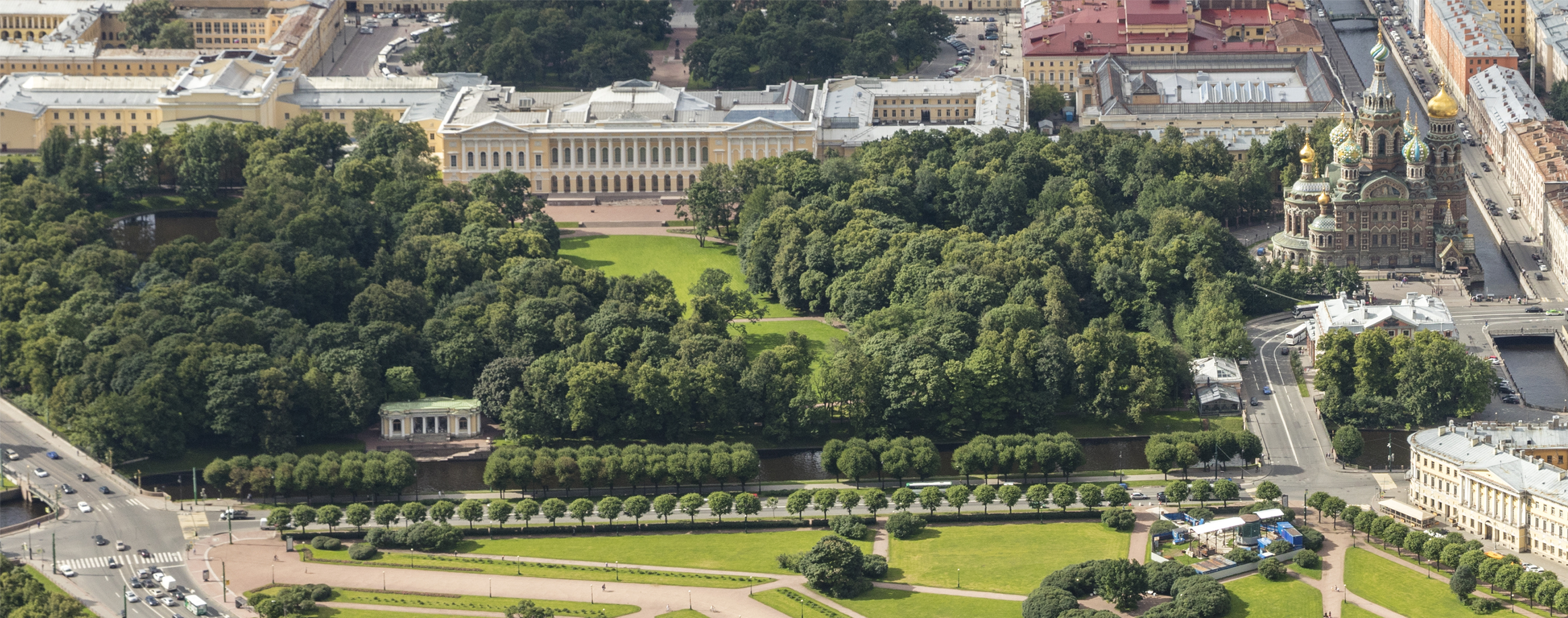
Vista aérea del jardín Mikhailovsky, mirando hacia el sur. El curso del río Moika y el pabellón Rossi en primer plano, y el palacio Mikhailovsky al fondo. La Iglesia del Salvador sobre la Sangre es visible a la derecha de la imagen.

El jardín Mijailovski se encuentra en distrito municipal de Dvortsovy, parte del Distrito Tsentralny de la ciudad. Cubre 9,4 hectáreas y se encuentra al norte del palacio Mijailovski, ahora el edificio principal del museo Ruso, y su extensión, el ala Benois. El edificio del Museo Ruso de Etnografía completa el límite sur del jardín. Al este, el jardín limita con la calle Sadovaya, y al oeste con el canal y el terraplén Griboyedov, y la Iglesia del Salvador sobre la Sangre. El río Moika atraviesa el extremo norte del jardín y lo separa del Campo de Marte.

## Historia

### El jardín de Catalina

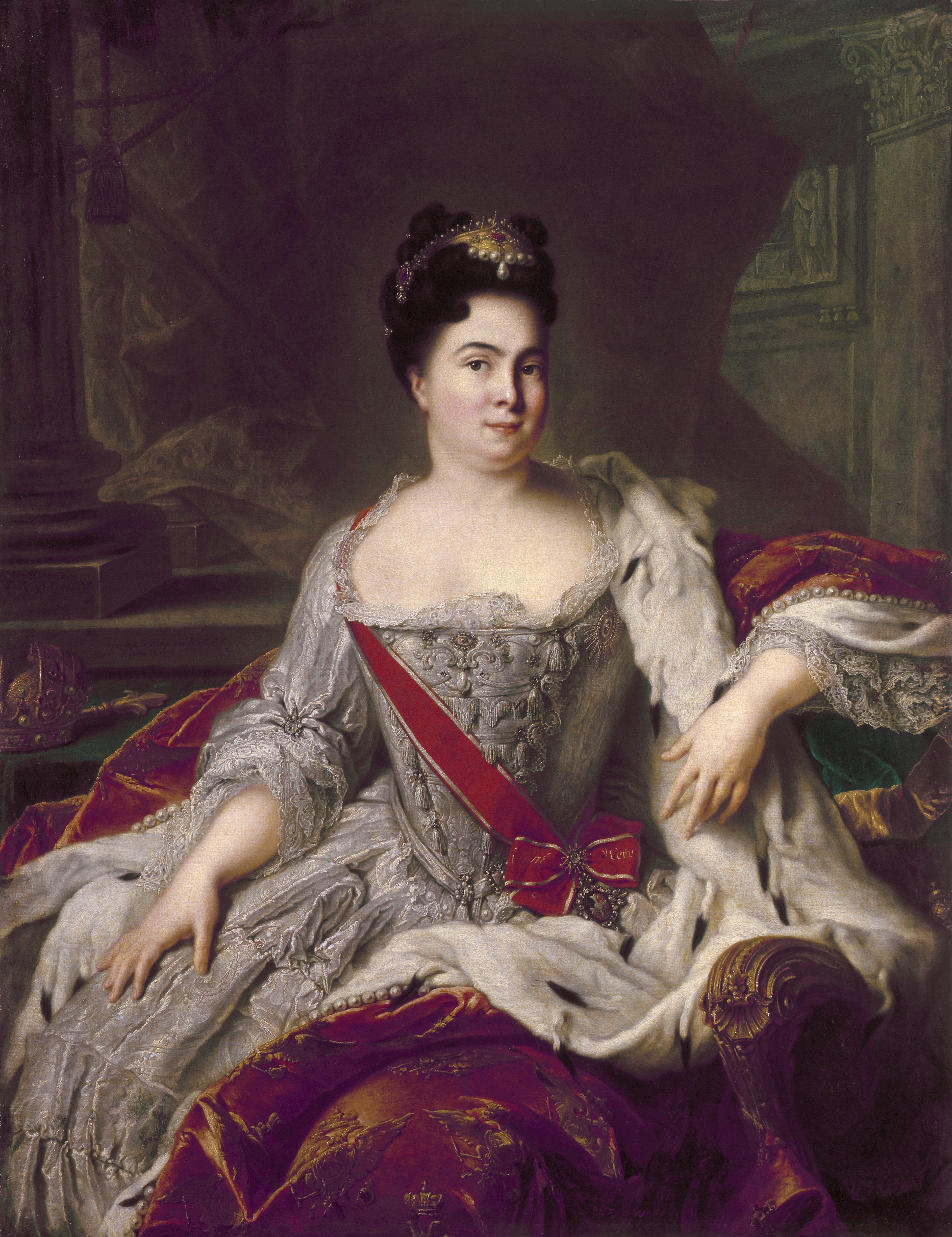
La emperatriz Catalina, para quien se construyó el primer complejo de jardines y palacios. Un retrato de 1717 de Jean-Marc Nattier

Antes de la conquista de la región por los rusos y de la fundación de San Petersburgo, la zona que ahora ocupa parcialmente el Jardín Mijailovski era el lugar de varios asentamientos rurales. En un mapa de 1698 se indica que pertenecía a la finca de un rotmister sueco llamado Konau, y que contenía su coto de caza. Con el establecimiento de la ciudad de San Petersburgo y las residencias imperiales en la zona, la región pasó a ser propiedad de la corona. En 1712, Pedro el Grande regaló el terreno a su esposa Catalina para que construyera una residencia. En 1716, Pedro encargó al arquitecto Jean-Baptiste Alexandre Le Blond la creación de una serie de jardines de verano para los palacios imperiales. El primer y el segundo jardín de Le Blond se ubicaron en los terrenos de lo que hoy es el jardín de verano. El tercero ocupaba el emplazamiento del actual jardín Mijailovski, y en él se encontraba el palacio de la emperatriz Catalina. El palacio de Catalina ocupaba un lugar a orillas del río Moika, donde ahora se encuentra el pabellón Rossi. Era una construcción de madera relativamente pequeña, conocida como la "Mansión de Oro" porque su techo de tejas estaba decorado con una aguja dorada, y algunas habitaciones estaban decoradas con cuero dorado. El jardín del palacio se extendía hacia el sur, entre los ríos Krivusha y Fontanka, casi hasta Bolshaya Perspekpekty, la actual Avenida Nevski. Fue conocido en diferentes épocas como el "jardín Sueco", el "jardín de Tsaritsyn" y el "Tercer Jardín de Verano". El plan de Le Blond, aprobado personalmente por Pedro el Grande, preveía un único gran conjunto de palacio y parque que debía incluir las residencias y jardines imperiales.

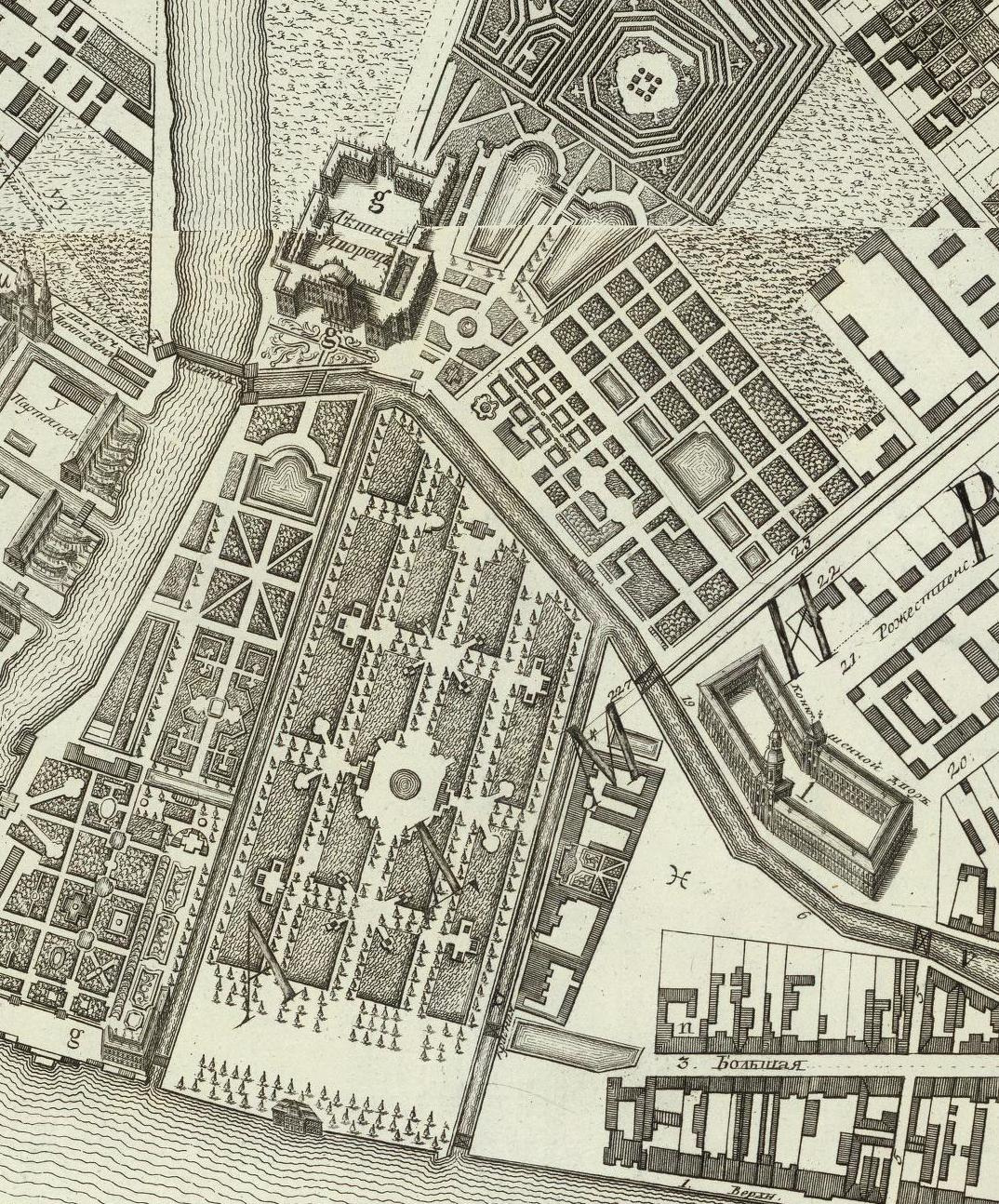
El jardín tal y como aparece en un mapa de la ciudad de 1753. Se aprecia la cuadrícula de los estanques y las parcelas del jardín. A la izquierda se encuentra el palacio de Verano de la emperatriz Isabel, mientras que al fondo están el jardín de Verano y la pradera de Tsaritsyn, el futuro Campo de Marte.

El diseño del jardín combinó cualidades estéticas con consideraciones prácticas. Cerca del palacio crecían abetos, recortados en formas piramidales, mientras que un callejón de castaños lo conectaba con miradores, una fuente y esculturas.  El jardín también estaba destinado a abastecer de provisiones a los palacios, y la mitad suroeste del jardín se diseñó con árboles frutales, huertas y arbustos de bayas, con cinco estanques rectangulares para suministrar pescado fresco. También se ubicaron "bodegas franco-italianas" en los terrenos, proporcionando espacio de almacenamiento para vinos importados y otros productos alimenticios, mientras que 50 ruiseñores fueron traídos al jardín desde las gobernaciones de Moscú, Pskov y Novgorod. En la entrada de su diario del 11 de julio de 1721, el kamer-junker Friedrich Wilhelm von Bergholz registró que los plátanos y las piñas se habían cultivado con éxito en el jardín. En los terrenos del palacio se dispusieron una serie de edificios agrícolas, establos, graneros y cuartos de servicio, mientras que Catalina ordenó la disposición de caminos a lo largo de Moika y del Fontanka. El acceso entre el Tercer y el Segundo Jardín de Verano se realizaba a través de un puente flotante sobre el Moika. En 1718, el jardín estaba bajo el cuidado del jardinero hannoveriano Gaspar Focht, al igual que el Primer y Segundo Jardín de Verano, y el Jardín de la Farmacia, ahora el Jardín Botánico de San Petersburgo.

### Los reinados de las emperatrices

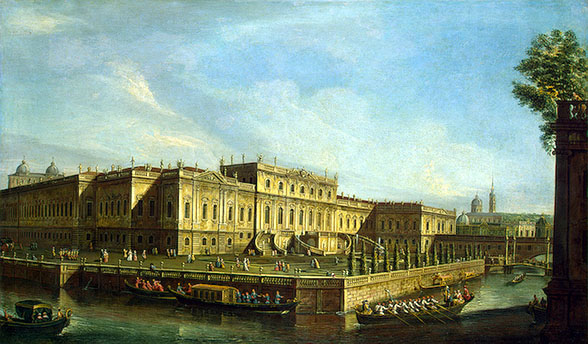
Palacio de verano de la emperatriz Isabel en una vista de 1756 de Mijaíl Makhaev

Durante el reinado de la emperatriz Anna Ioannovna, el jardín fue parcialmente reconstruido: el huerto y los jardines se trasladaron a la orilla oriental del río Fontanka y se sustituyeron por un pequeño coto de caza en el que se mantenían liebres y ciervos en zonas especialmente cercadas. También se creó un vivero de arces. Durante el reinado de la emperatriz Isabel se llevó a cabo una remodelación más completa, encargando a Francesco Bartolomeo Rastrelli la construcción de un nuevo Palacio de Verano para ella. La construcción del palacio de madera comenzó el 24 de junio de 1741, y la emperatriz se instaló en él en 1745. El jardín se rediseñó con un trazado más regular, con avenidas longitudinales y transversales, y con árboles recortados en formas geométricas, a los que se añadieron esculturas, estanques, parterres y pabellones. En las orillas del Moika se construyó una casa de baños y en el centro del jardín se colocaron atracciones como columpios, tiovivos y toboganes. La Mansión de Oro sobrevivió hasta 1768, cuando fue demolida por orden de Catalina la Grande.
Poco después de la subida al trono del emperador Pablo, en 1796, éste ordenó la demolición del palacio de verano de la emperatriz Isabel y su sustitución por el Castillo Mijailovski, que se terminó de construir en 1801. El jardín se incluyó de nuevo en las nuevas construcciones, que conservaron la mayoría de los estanques existentes, al tiempo que se plantaron líneas de árboles alrededor de sus perímetros. Se conservaron cuatro de los cinco estanques originales y se conectaron entre sí mediante tuberías subterráneas que los unían a un estanque ornamental en la parte occidental del jardín. El agua se convirtió en un elemento importante en los nuevos diseños, que preveían el castillo Mijailovski como una construcción con foso, totalmente rodeada de agua y atravesada por puentes levadizos que podían elevarse. El castillo se situaba entre cuatro vías de agua: los ríos Moika y Fontanka, y los canales Church y Voskresensky, especialmente excavados. Tras el asesinato de Pablo en el castillo en 1801, la familia imperial abandonó la residencia, y tanto ésta como sus alrededores cayeron en el abandono, y el castillo fue finalmente transferido a la Escuela Principal de Ingeniería en 1822.

### El conjunto de Rossi

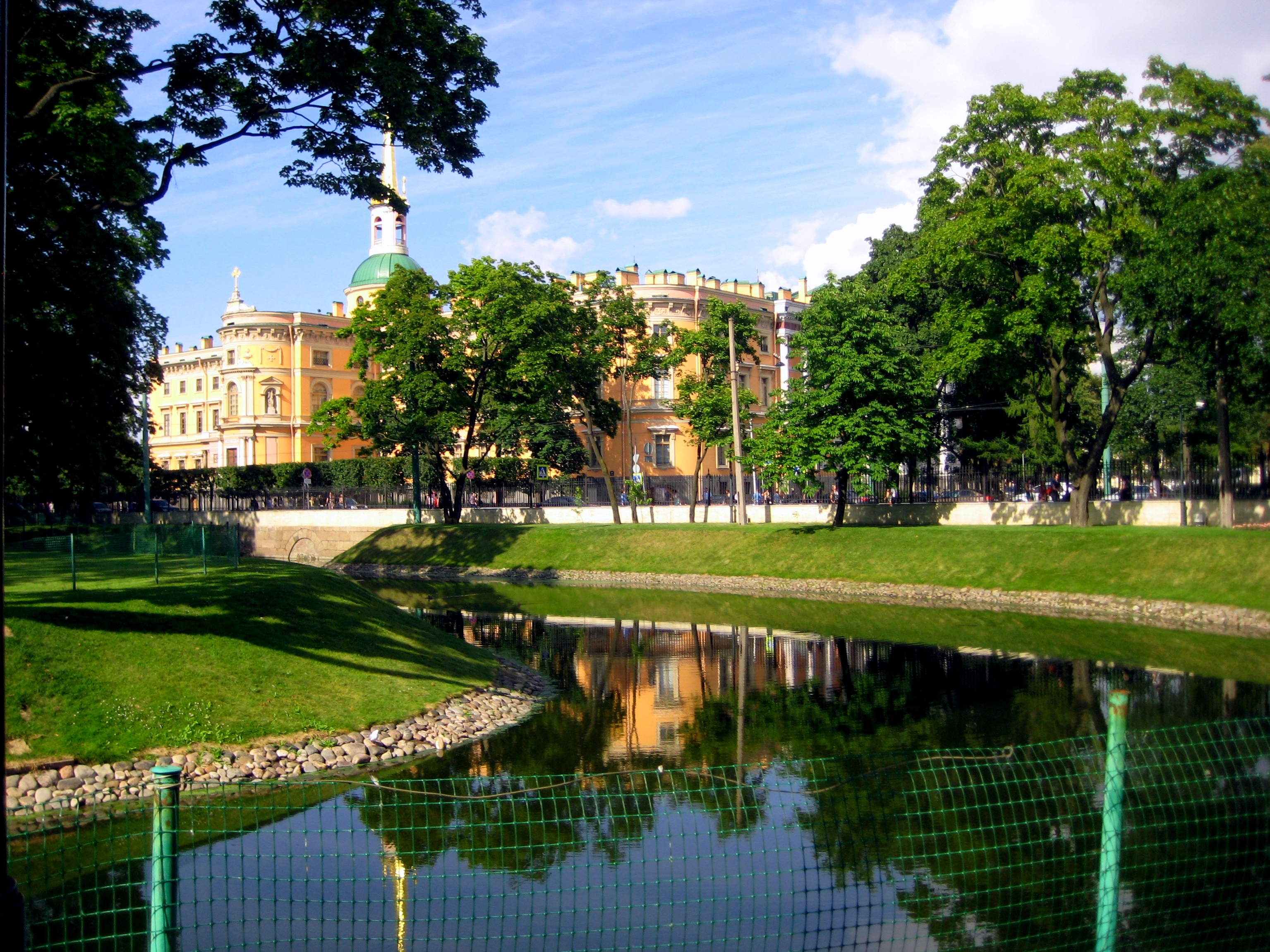
Las orillas curvas del estanque del jardín, típicas de los jardines paisajísticos ingleses. El Castillo Mijáilovski al fondo.

En 1817, el emperador Alejandro I encargó una remodelación importante del área de la ciudad entre Nevsky Prospect y Palace Embankment, centrada en torno a un nuevo complejo palaciego para su hermano menor, el gran duque Michael Pavlovich. El conjunto, el último conjunto palaciego construido en la ciudad, fue obra del arquitecto Carlo Rossi, y preveía una disposición completamente nueva para los jardines que rodeaban lo que se convirtió en el palacio Mijáilovski. Los invernaderos que cubrían la parte sur del jardín se convirtieron en el sitio del nuevo palacio, mientras que el área que se extendía hacia el norte desde el palacio hasta el Moika se convirtió en el jardín y los terrenos del palacio. Por lo tanto, en 1825 se conocía como el jardín Mijáilovski. Los planos del jardín fueron elaborados por Rossi y Adam Menelaws y aprobados por el emperador en abril de 1822. En el marco de este proyecto, aprobado por Alejandro en 1823, también se remodelaron los terrenos que rodean el castillo Mijailovski, lo que supuso el relleno del Canal de la Iglesia y de parte del estanque ornamental oriental del jardín. Por lo demás, se mantuvo el sistema de agua anterior, que unía los estanques del jardín con los cursos de agua del castillo, y se amplió con un canal subterráneo que unía el gran estanque del jardín con el Moika. Rossi también mantuvo la práctica de Leblon y Rastrelli de dividir el jardín en secciones, y plantó nuevos árboles alrededor del castillo.

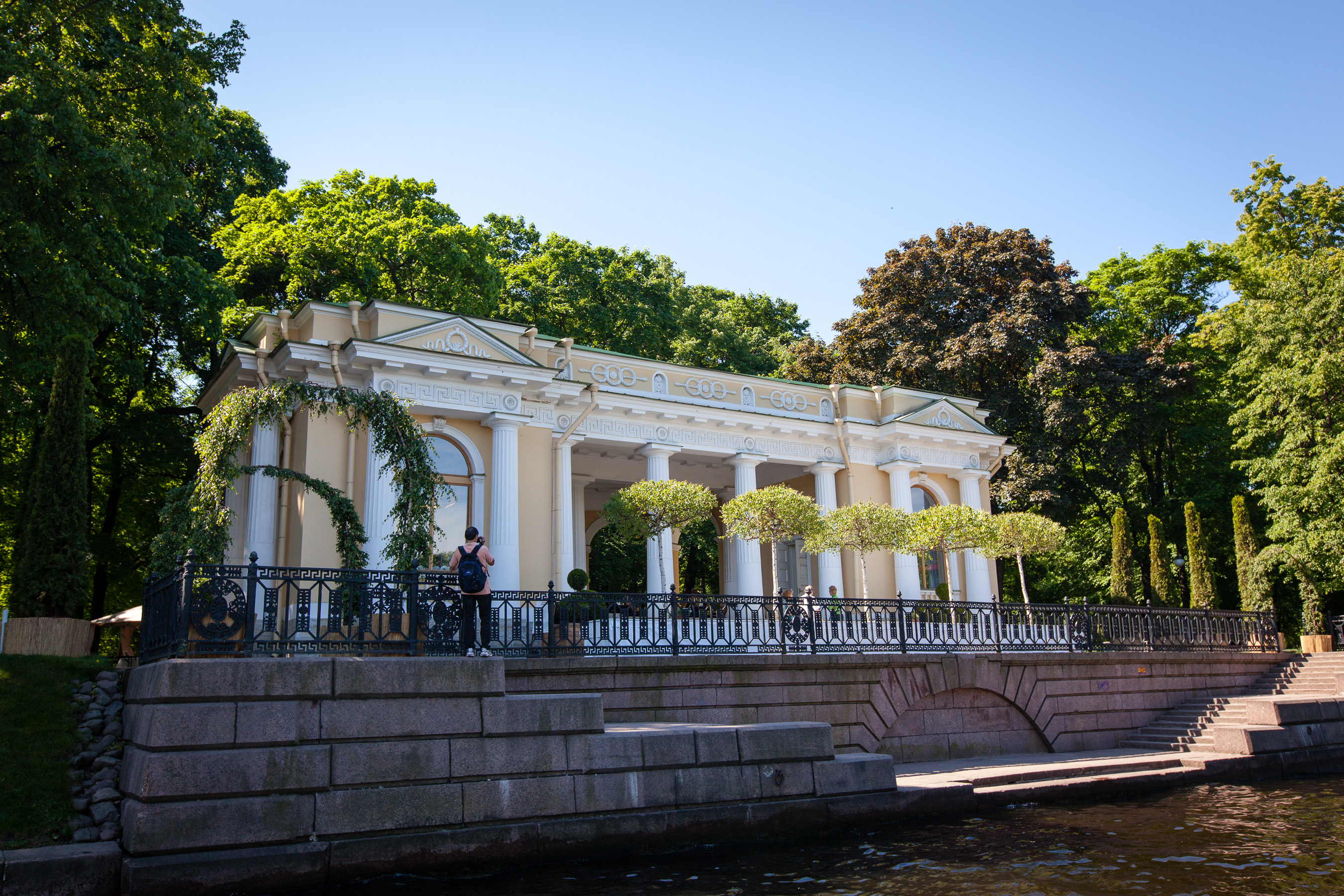
El pabellón Rossi, visto desde el río Moika

Para el diseño general del jardín, Rossi siguió el estilo y las técnicas de los jardines paisajistas ingleses, que se habían hecho populares internacionalmente en el siglo XVIII. La fachada del jardín del Palacio Mijáilovski daba a un gran prado ovalado irregular, bordeado por callejones y dispuesto en un patrón de cuadrícula. Los pequeños estanques rectangulares en el centro del jardín se rellenaron, mientras que otros estanques se remodelaron a partir de diseños geométricos angulares en contornos serpenteantes más naturales. El jardín estaba decorado con macizos de flores y arbustos en flor, con pintorescos grupos de árboles que complementaban las plantaciones a lo largo de los caminos. En el norte del jardín, a orillas del Moyka y en el sitio de la Mansión Dorada de Catalina, Rossi diseñó un pabellón y un muelle destinados "a los encuentros románticos en las noches de verano con una taza de té o jugando a las cartas".  El propio Rossi diseñó un puente de hierro fundido sobre los estanques y las barandillas del muelle, que fueron fundidas por la Fundición de Hierro Aleksandrovsky. En la década de 1830, la calle Sadovaya se extendió a lo largo del lado este del jardín, del cual estaba separada por una cerca ornamental.
Durante el periodo imperial, el jardín era un espacio privado y cerrado a los ciudadanos. La esposa del Gran Duque Miguel, la Gran Duquesa Elena Pavlovna, asumió la responsabilidad principal del palacio y el jardín, y los espacios se utilizaron para celebrar eventos, cabalgatas y bailes. Durante este periodo, el apodo de "jardín de Elena Pavlovna" se hizo popular entre los residentes de la ciudad. Una descripción de 1839 de uno de los bailes de la Gran Duquesa recoge que "Durante el baile, el jardín y el palacio se convirtieron en una especie de exposición de jardinería de San Petersburgo. Todas las flores de los invernaderos de Pavlovsk y Oranienbaum fueron llevadas al baile a través del muelle del jardín Mijáilovski en doscientos carros. Todo en el palacio estaba florecido y perfumado... Desde el jardín brillaba una fantástica iluminación, con una maravillosa vista del Campo de Marte y del Neva".

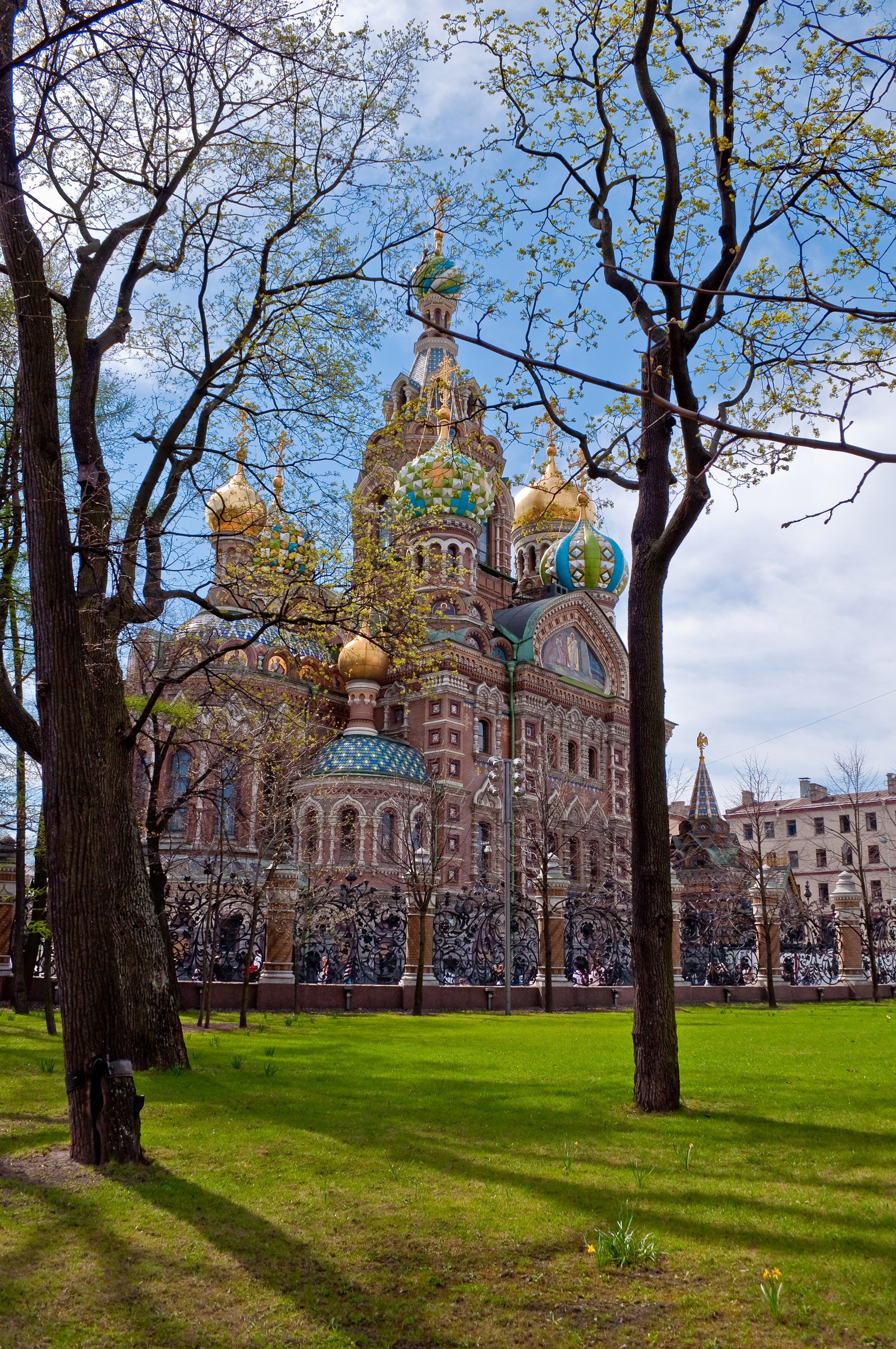
La Iglesia del Salvador sobre la Sangre Derramada, construida en el lado occidental del jardín, y la valla de estilo Art Nouveau que la separa del jardín.

El 1 de marzo de 1881, el emperador Alejandro II fue asesinado por miembros de Narodnaya Volya mientras viajaba por el terraplén del canal de Catalina junto al jardín Mijáilovski. En memoria de su padre, el nuevo emperador, Alejandro III, ordenó la construcción de la Iglesia del Salvador sobre la Sangre en el lugar del asesinato. La iglesia ocupaba parte del borde occidental del jardín, y estaba separada de él por una valla de estilo Art Nouveau diseñada por Alfred Parland y creada por Karl Vinkler entre 1903 y 1907. En 1898, el palacio había dejado de ser una gran residencia ducal y el estado lo volvió a comprar para usarlo como sede del Museo del Emperador Alejandro III, ahora el Museo Ruso. Tanto el palacio como el jardín se abrieron al público, aunque un cartel en la entrada prohibía la entrada a perros y soldados. La remodelación del complejo del palacio a principios del siglo XX, con la construcción del departamento etnográfico del museo, redujo ligeramente el tamaño del jardín, mientras que en 1902 se rellenó el estanque oriental.

### Parque soviético
En 1918 el jardín fue designado monumento de arte paisajístico por el primer estado soviético, y en 1922, durante el primer periodo soviético, el jardín recibió el nombre de la Organización Internacional de Asistencia a los Combatientes Revolucionarios (ruso: Междунаро́дная организа́ция по́мощи борца́м револю́ции (МОПР)), pero por lo demás estaba en decadencia. Ya designado como parque de la ciudad, en 1924 se realizaron algunas obras de reparación con la plantación de nuevos árboles, la limpieza del estanque y trabajos de mantenimiento de la valla a lo largo de la calle Sadovaya. También ese año se construyeron caminos a través de la pradera, y se levantaron nuevos pabellones y escenarios para exposiciones. Sin embargo, el jardín sufrió daños en una fuerte inundación en noviembre de 1924. En 1939 se construyeron un parque infantil y unos aseos públicos. Durante el asedio de Leningrado se intentó proteger algunos monumentos de la ciudad enterrándolos en espacios abiertos. Varios, entre ellos la estatua ecuestre de Alejandro III, fueron enterrados en el jardín Mijailovski. El jardín sufrió los intensos bombardeos que sufrió la ciudad durante la Segunda Guerra Mundial, que destruyeron los árboles y dejaron cráteres en el terreno. En 1949 se realizaron trabajos de restauración, en 1957 se restauraron las barandillas del muelle y en 1959 se instaló en el prado un busto del escultor Fedot Shubin. Durante el último periodo soviético, la plantación de árboles y arbustos se llevó a cabo de forma desordenada, y la vista del Campo de Marte hacia el Neva quedó obstruida.

### Período postsoviético

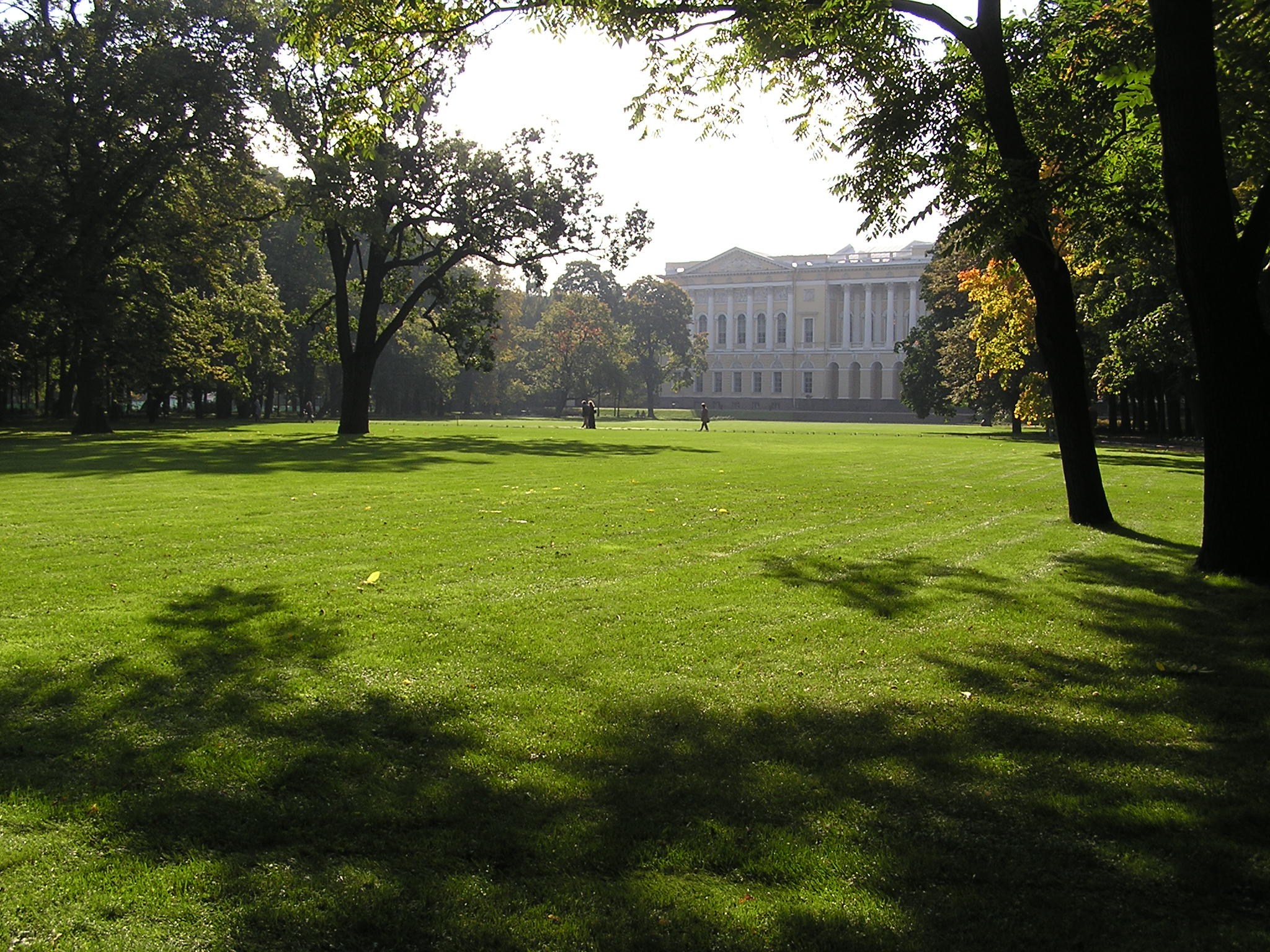
Vista a través de la pradera hacia la fachada del jardín del palacio Mijailovsky

En 1999 el jardín fue transferido al Museo Ruso, que encargó una inspección del estado del terreno. El informe del año 2000 reveló los grandes daños causados al diseño original del conjunto, y al año siguiente el Instituto Estatal de Arquitectura elaboró un plan para la restauración del jardín. Entre 2002 y 2004 se llevaron a cabo las obras de restauración de los jardines según los diseños originales de Rossi. Se retiraron algunas de las obras de arte que se habían colocado en el jardín, como el "Árbol de la Libertad" de A. P. Solovyov, y el busto de Shubin. Un busto de Rossi se colocó en el pabellón Rossi, mientras que los bustos de Karl Briullov, y Alexander Ivanov se instalaron en los terrenos del jardín. Una vez restaurado, el jardín conserva el estilo paisajístico inglés en su centro, y el estilo formal francés en sus bordes. El 10 de julio de 2001, el jardín y su conjunto fueron designados objetos "del patrimonio histórico y cultural de importancia federal". Desde 2008, el jardín acoge anualmente, a finales de mayo y principios de junio, el Festival Internacional "Jardines Imperiales de Rusia". El festival es una exposición y un concurso de arte paisajístico y de jardines.